# 文憑工廠
文憑工廠（英語：Diploma mill），又稱野雞大學、学历工厂、虚假大学、學店等，泛指不受任何官方機構承認的高校。「野鸡」指粗放的管理型態，這些大学常使用与知名大学相似的名字，出售文憑，混淆视听，通常招收外籍富二代學生，以便他們在本國求職使用這些極容易取得的文憑。與營利學校不同，營利學校的文憑是被官方機構認可的正式學歷，野雞大學的文憑是不被官方機構認可，在個別地區使用野雞大學文憑甚至會被認定為行使虛假文書。野鸡大学背后常由认证工厂支持，后者为其提供假冒的真实感。申请人对此可能知情、也可能毫不知晓。不管如何，当将文凭用在简历上时，視乎情節嚴重，可能会引发道德或法律争端。

## 词汇
文憑工廠（Diploma Mill）指以出賣文憑以謀取暴利的學院，類似工廠般生產。更加宽泛地说，它代指没有获得学术认证或相应资质的高等教育院校，通常為私人補習班，甚至什麼都沒有。
文凭工厂的英语词汇 Degree Mill（学位工厂）和 Diploma Mill（文凭工厂）常常可以互换，而在学术界则有所区别。学位工厂是指可能合法、但缺乏学术认证的机构颁发的文凭，基本上不被尊重；文凭工厂就假冒真实大学发仿造的文凭。
学术文凭除了上述後者的偽作，也可以透過不经学习或未经权威承认的情况下被合法颁发，但儘管如此，通常這些能力證明文件是毫無價值的。例如，有的文凭叫做名誉学位。同样，有的大学会为较低学位持有人直接颁发名誉学位。若是較為認真，实际開課與修课的野雞大學，会被授予哲学硕士等等容易取得的頭銜。
文凭工厂除了指真正的學歷濫發機構之外，也可指对院校虽然合法，但学士水平低下、就业不良的蔑称。

## 特徵
文凭工厂具有一些特点，使得它们与受尊重的大学相互区别，虽然有的合法院校也有类似的特点。

### 学术认证与真实性
文凭工厂最大的特点就是缺乏权威机构的学术认证。（值得注意的是，不是所有的未经认证者都是文凭工厂）。因此，文凭工厂会竭尽全力装出权威的样式来哄骗申请人。
有的文凭工厂声称自己得到了认证工厂的认证，因此是“被认证的院校”。认证工厂可能是坐落于美国，并将其网站仿造高等教育认证委员会（CHEA）所承认的认证网站。另一类是声称自己获得了联合国教科文组织的认证，但联合国教科文组织不具备高等教育学术认证的资格，并为此公开辟谣。
文凭工厂一般来说具有营业执照，但常常用工商执照来冒充政府的教育认证。宣传资料常常标注“具有执照”、“州郡认可”等字样，将其等同为学术认证。其它的广告则使用与学术无关的资料来进行宣传。
文凭工厂常常将名称与颇具名望的院校相混淆。虽然商标法试图禁止这样的行为，但文凭工厂常常钻空子。有的文凭工厂使用英式名称来冒充其它国家和地区的著名院校。这些学校的网站可能不是以.edu结尾的。然而，监管对此有时不到位，而.edu的域名不能代表学校的资质。有的学校则使用类似.ac等其它顶级域名来迷惑申请人。

### 授课
与正规院校相比，文凭工厂的学术要求低的惊人，甚至干脆没有。依院校的不同，学生可能会被要求购买课本、参加考试、递交作业，但文凭常常可以不经学习而获得。文凭工厂常常不教授“硬科学”，这类学术水平是很容易鉴别出来。文凭工厂的课程常常是秘教，或是伪科学，如占星学或自然醫學等。这些科目的定义模糊不清，使得鉴定变得更加困难。文凭工厂几乎不提供学生与教职人员之间的互动。即便是有功课方面的批改，它们也不会与文凭有任何联系。有时，教授只会为学生的功课写一些恭维，后者只能作为参考罢了。

### 设施
文凭工厂授课甚少，以至于不需要任何教学设施，材料也十分缺乏。这类院校常常没有图书馆、人事部、出版或研究机构。总而言之，文凭工厂的实体设施是很少的。即便是有教师授课，他们的文凭可能就是文凭工厂自己发的。他们也会教授与自身专长无关的科目。文凭工厂的博士论文在大学国际微缩胶卷公司（现ProQuest）不存在，甚至是它们自己的图书馆里也没有。这些假冒伪劣的院校地址常常是一个邮箱、邮件转发或是办公室号码。

### 宣传与收费
购买者常使用文凭来标榜学术成绩以获得职位。例如，学校教师可能从野鸡大学购买文凭来晋升主管。从野鸡大学购买文凭可能只需要几天、几周或是几月。“人生经历”可以兑换学分。在此请不要与合法的项目相混淆，即承认之前的学习成绩，根据之前的训练、经验、独立研究来授予学分。
学费和费用以学位而不是以学期、课程计算。在许多欧盟地区，学生若通过高难度考试的话，高等教育是免费的。在这个环境下，学校只收费、没有入学要求、地处另一个国家，可能是野鸡大学，特别是当它们满足上述标准时应当注意。
野鸡大学常使用垃圾邮件或其它可疑方式来打广告。学生们还没交学费就被怂恿“立即入学”。他们会被告知获得了奖学金、助学金、赞助、或是在选修多学位时得到资助等。广告常常出现文法错误、拉丁语、作秀的语言、文凭样本。学校网站可能看上去像是业余人员建立的。

## 法律問題與考慮
野鸡大学的文凭常被用来获得职位、晋升、客户等。即使从文凭工厂以合法途径获得文凭，将学术认证作为个人得利在许多地区都被视为犯罪。在许多案例中，文凭工厂自己就在犯罪，它应该知道自己颁发的文凭被用于欺诈的目的。文凭工厂如果诱惑当事人，谎称自己的文凭在学术上是被认证、被承认的，或谎称自己会带来事业上的晋升、并收受报酬，就可能构成欺诈。
与逃税一样，野鸡大学常使用司法购物的方式，在另一个国家或司法管辖地区运作，规避法律和学术标准。在不同的司法地区运行可以逃避检查。例如，在某一司法地区运营的学校可能使用另一地区的邮寄地址。当处在监管薄弱的国家中，学校可能没有本地生源，并由非当地人来执教。
远程教育和文凭工厂专家、作家约翰·贝尔（John Bear）写道假文凭对消费者的风险极大：
“这就好像是在自己的简历上安放不定时炸弹。它可能随时爆炸，造成可悲的下场。贩卖假学历的人可能完全没事，但购买者损失极大。而且——特别是他们的学历与‘医疗卫生’有关——他们的客户可能会受重伤。”

### 中國大陆
深圳市從2006年6月開始草擬《深圳市人才市场活动信用管理办法》，對於意圖行使虛假學歷作正式學歷使用的求職者，其個人資料有可能會在網上曝光。從2002年開始，大陸政府開始在公務體系中展開調查，要求曾透過行使虛假學歷而獲得升遷的幹部在限定日期前主動交代。中國大陸有不少在內地和特區設立的野雞大學，例如自稱設立在香港中環的香港蘇文大學在2015年被揭發在淘寶網出售文憑，或自稱設立在澳門的澳門中文大學。同時，亦有不少外來野雞大學如歐洲管理國際學院、南加州理工大學在中國招攬買主，美國教育部、美國高等教育認證委員會2012年更新公布全球691所「野雞大學」中，在中国大陆活动的有「檀香山大学」和「西太平洋大学」。中华人民共和国教育部于2015年5月公布了在中国大陆的野鸡大学名单，共有210所，其中95所标注办学地点为北京，在全国所有一级行政区排名第一。2016年5月，民间教育服务类网站“上大学网”公布了第五批中国虚假大学警示榜，但不少媒体以“野鸡大学”加以报道。事实上，“虚假大学”与“野鸡大学”是有区别的，中国大陆并不存在拥有自授学位资格，而文凭无法得到承认的学校。

### 台灣
美國教育部、美國高等教育認證委員會2012年更新公布全球691所「野雞大學」，台灣台中「南加州理工大學」上榜。在台灣，有非常多的語言補習班聘用外籍師資，但是真正對外籍師資的學歷進行審查的卻寥寥無幾，導致越來越多的外國人持假學歷進台灣教書。

### 香港

#### 香港克萊頓大學
美國教育部、美國高等教育認證委員會2012年更新公布全球691所「野雞大學」中，「香港克莱登大学」（Clayton University Hong Kong，或译「克萊頓香港大學」）上榜，引发中文媒体惊呼发现现实版“克莱登大学”。

#### 國力書院、培領書院
2015年11月，《蘋果日報》報導嶺南大學協理副校長兼總務長夏迪星（Herdip Singh）的博士論文涉嫌抄襲，並牽扯揭發嶺南大學校董李以力開設的國力書院實為「博士工廠」，涉嫌向多位學生提供買賣學位服務。國力書院並為部分申請人偽造文書，以助學生修改修業期並完成由抄襲而來的學位碩士博士的畢業論文，加快取得比立勤國立大學、太歷國立大學、國立雷省科技大學等菲律賓野雞大學的學位，估計當中超過2900名學生都有將入學日期推前最少1年（backdate）。另外，記者發現國力在港承辦菲律賓比立勤國立大學和太歷國立大學的工商管理理學士課程，卻提供美容、體育等在當地大學根本不存在的主修科。國力書院在2016年8月改名為「培領書院」繼續營運至今。

#### 香港環球專上學院
香港環球專上學院（簡稱HKUE/UCHE）是一間模仿澳洲大學大專教育制度的院校，唯環球專上學院被不少網民批評為假學歷工廠以及是一個如網上交友般的傳銷騙局。因為該院校的員工會在香港文憑試開考至放榜前經常在試場或者各大中學校外招客，通常會向落搭的應屆文憑試考生猛烈批評修讀
VTC/IVE的高級文憑和副學院課程是沒有出路沒有出色的，繼而力推自己院校課程有特色尤其是海外升學的好處，並以升讀澳洲大學學位課程相當容易和有大學校園生活（例如ocamp）來招手，同時也會游說落搭考生修讀美容相關的副學位或者學位課程。

### 美國
在美國，近年对大学成立严格把关，对使用假文凭严惩，持有未獲承認的學位課程可能不會得到州政府或聯邦公務員體系的聘用；在某些程況下，若持有人意圖利用這些「學位」當作獲承認的學位課程資歷使用，有可能干犯刑事罪行。不過，不承認這些學位的州份就只有俄勒岡州、新澤西州、印第安納州、伊利諾州、北達科他州和內華達州，這些州會視此為輕微罪行並只處以罰款。
在2016年至2021年之間，位於美國南佛羅里達的Siena College、Palm Beach School of Nursing、Sacred Heart International Institute三間學校一共賣出了7600份文憑，這些販售假文憑的人每人都面臨最高20年有期徒刑。
美國為了抓捕每一年持學生簽證念不用念書的野雞大學，但是來美國的主要目的是打工的學生，政府部門成立了一所名為法明頓大學的野雞大學，期間總共逮捕了161名外國人，在法明頓大學之前，其實美國政府已經成立過一所名為北紐澤西大學的野雞大學釣魚並逮捕許多來美國意不在念書的假留學生。
此外，有報道指有野雞大學成功地推翻這法律，最著名的是以懷俄明州為基地的甘乃迪西部大學（Kennedy Western University），曾於2004年起訴因為俄勒岡州州政府拒絕把學校從野雞大學列表中剔除而興訟。

#### 美國學店院長自殺事件
美國迪金森州立大學（Dickinson State University）在2012年被揭發，該校長期濫發文憑給未達畢業標準的外籍生。事件被廣泛報導的同時，也有媒體以「學店」、「野雞大學」稱呼這間美國州立大學。事件爆發後，該校副校長引咎辭職，商學院院長則自殺身亡。

### 日本
尽管日本有许多私立大学招生困难，大量录取留学生以维持运营。但由于几乎所有的日本大学都受到中国教育部门的认可，所以通常认为日本很少存在严格意义上的野鸡大学。虽然日本大学的文凭可以受到教育部承认并认定，但下游大学的教学质量可能难以受到用人单位认可。

### 越南
随著大学院校如雨后春笋班设立，越南的高校也面临品质不一的问题。很多私立大学怕学生难以毕业，让学生低空过关或放任学生学习状况，以满足学生花钱买毕业证书的需求。

## 對應措施
目前世界各國的公司行號與跨國企業的人事部門，為防止新聘人員的國外學歷為偽造文書、野雞大學或營利學校文憑，往往在審核履歷資料時，多會參考THE-QS世界大學排名或美國新聞與世界報導等全球知名的大學排名，用以初步篩除營利學校和野雞大學文憑。甚至在人事制度較為嚴謹的公司，還會進一步與學校求證學歷是否屬實。
一些國家（如中華人民共和國）會由政府機構建立高等學校學籍資訊資料庫 （页面存档备份，存于），相關單位只需輸入畢業證書上的流水號即可查詢真偽。

## 參閱
- 未受承认的学术认证机构（英语：List of unrecognized higher education accreditation organizations）
- 未获学术认证的高等教育院校（英语：List of unaccredited institutions of higher education）
- 營利學校
- 克莱登大学
- 國力書院
- 南方三一大學：向一只貓頒授工商管理碩士學位的大學。
- 火車便當大學
- 銜接學士
- 論文工廠

## 外部連結
- Information resources concerning unaccredited degree-granting institutions （页面存档备份，存于） - George Gollin收集的連結
- State of Michigan list: Non-accredited colleges and universities （页面存档备份，存于）（.pdf格式）
- Diploma Mills page at elearners.com （页面存档备份，存于）